# Scatopsciara postpusilla
Scatopsciara postpusilla är en tvåvingeart som beskrevs av Werner Mohrig och Boris Mamaev 1985. Scatopsciara postpusilla ingår i släktet Scatopsciara och familjen sorgmyggor. Inga underarter finns listade i Catalogue of Life.